# Magyar Villamos Művek
Magyar Villamos Művek (kurz MVM, deutsch Ungarische Elektrizitätswerke, auch: MVM Gruppe) ist ein staatliches Energieversorgungsunternehmen in Ungarn. Trotz Teilprivatisierung und Liberalisierung des ungarischen Energiemarktes hält MVM weiterhin eine marktbeherrschende Stellung im Bereich Stromerzeugung und -verteilung in Ungarn.
Gemäß Deloitte-Statistik gehört MVM zu den 10 größten Unternehmen in Ungarn und zu den 40 größten in Ostmitteleuropa.
Mit dem Kernkraftwerk Paks und dem Braunkohlekraftwerk Mátra ist MVM (Mit-)Betreiber der beiden größten Kraftwerke Ungarns.

## Geschichte
Das Unternehmen wurde 1963 unter der sozialistischen Zentralregierung Ungarns als Magyar Villamos Művek Tröszt (MVMT – MVM Trust) gegründet. In dieser Monopolgesellschaft wurde der seit 1954 bestehende nationale Kraftwerks-Trust und die sechs regionalen Stromnetzbetreiber Ungarns vereinigt.
In dieser Form bestand MVM(T) bis 1991, als der Trust im Rahmen der Auflösung der Staatswirtschaft in eine Gruppe von Aktiengesellschaften (MVM-Gruppe) unter Führung einer Holding-Gesellschaft (MVM ZRt.) umgewandelt wurde. Die MVM-Gruppe blieb aber auch in der neuen Rechtsform zunächst mehrheitlich in ungarischem Staatsbesitz. Mitte der 1990er-Jahre wurden einzelne Untergesellschaften, meist Kraftwerksbetriebsgesellschaften, verkauft oder teilprivatisiert.
Im Rahmen einer Privatisierungsinitiative der ungarischen Regierung aus dem Jahr 2008 soll die Mehrzahl der noch (teil-)staatlichen Unternehmen Ungarns – darunter auch die MVM-Gruppe – schrittweise privatisiert werden.